# Conothele ferox
Espèce
Conothele ferox est une espèce d'araignées mygalomorphes de la famille des Halonoproctidae.

## Distribution
Cette espèce est endémique de Nouvelle-Guinée.

## Description
La femelle holotype mesure 21 mm.

## Publication originale
- Strand, 1913 : Neue indoaustralische und polynesische Spinnen des Senckenbergischen Museums. Archiv für Naturgeschichte, sér. A, vol. 79, no 6, p. 113-123 (texte intégral).